# Тейт, Эшли
Эшли Тейт (англ. Ashley Tait, род. 9 августа 1975 года, Торонто, Онтарио, Канада) — британский профессиональный хоккеист, нападающий. Рекордсмен национальной сборной по числу проведенных матчей (110). Ныне — играющий тренер клуба Английской национальной лиги «Бейзингсток Бизон».

## Биография
Появился на свет 9 августа 1975 года в канадском городе Торонто, игровую карьеру начал в 1990 году в составе британского клуба «Ноттингем Пантерс». Позже стал игроком команды «Хамберсайд Сихокс», представлявшей Британскую национальную лигу. В 2002 году перешел в «Ковентри Блэйз».
В 2008—2013 годах выступал в команде «Шеффилд Стилерс», в составе которой забил за этот период 32 шайбы. Затем вернулся в «Ковентри Блэйз», где отыграл до 2017 года. В сентябре 2017 подписал контракт с «Милтон Кинс Лайтнинг», где играл до декабря того же года. После этого стал игроком команды Британской элитной хоккейной лиги «Белфаст Джайантс».
Также выступал в итальянской Серии А за клуб «Риттен Спорт».
В 2018 году в качестве играющего тренера возглавил клуб «Бейзингсток Бизон», выступающий в Английской национальной лиге.

### Карьера в сборной
Эшли является рекордсменом сборной Великобритании по числу проведенных матчей (110). Его дебют в национальной команде состоялся в 1995 году. О завершении карьеры в сборной Тейт объявил в 2011 году.
В составе юниорской команды Великобритании участвовал в Чемпионате Европы в 1992 и 1993 годах.